# ترندات تويتر

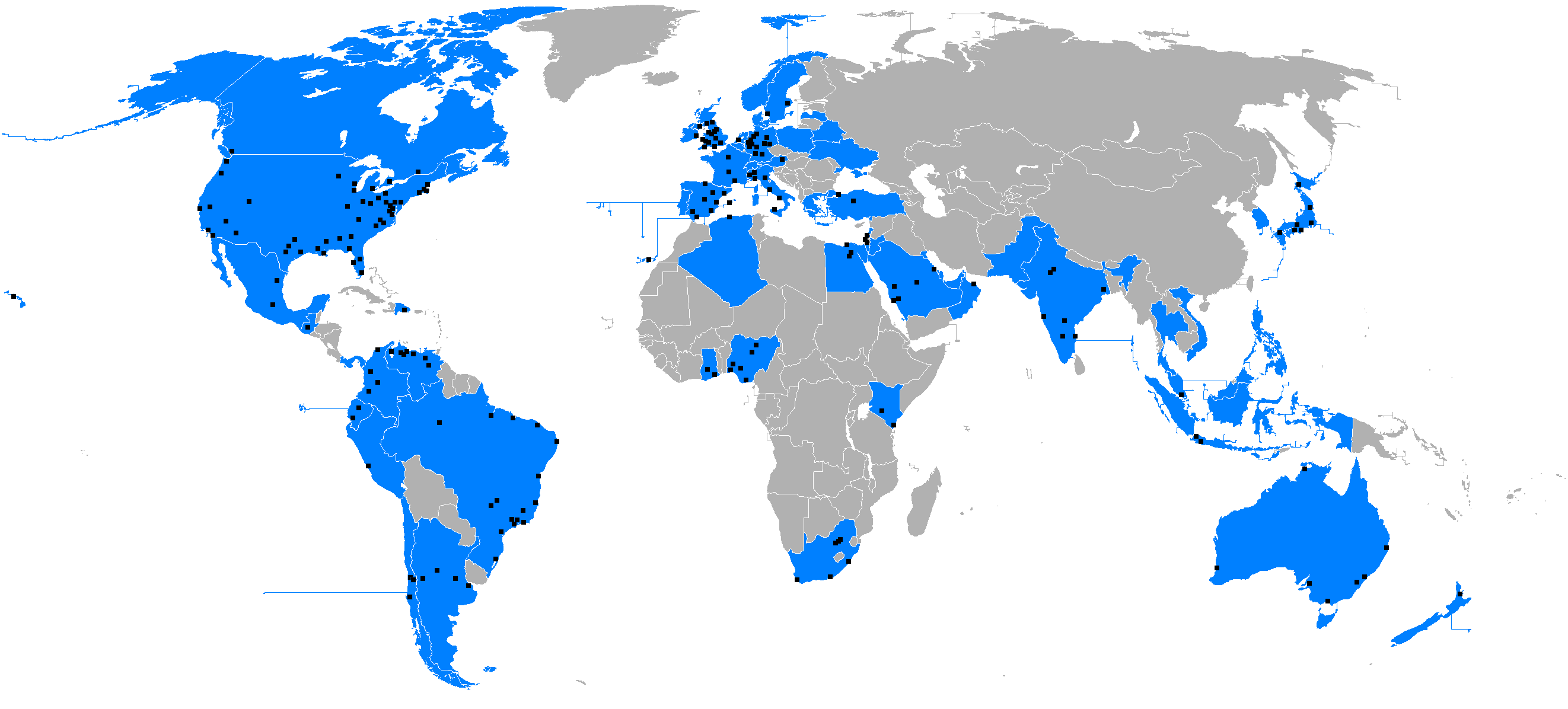
البلدان والمدن ذات «الهشتاغات المتداولة» المحلية في تويتر

ترند تويتر أو المُتداول هو الهشتاغ الأكثر تداولا بنفس الوقت في تويتر.